# Ippolita Ludovisi
Ippolita Ludovisi, född 1663, död 1733, var regerande furstinna av Piombino mellan 1701 och 1733.   Hon efterträdde sin syster Olimpia Ludovisi och efterträddes av sin dotter Maria Eleonora Boncompagni Ludovisi.